# Méthylénation
Une méthylénation est une réaction chimique aboutissant à la liaison d'un groupe méthylène =CH2 à une molécule organique. C'est par exemple le cas des réactions de Wittig sur les aldéhydes et les cétones faisant intervenir des ylures de phosphore :
RCHO + Ph3P=CH2 ⟶ RCH=CH2 + Ph3PO.
Il est également possible de réaliser des méthylénations à l'aide du réactif de Tebbe (η5-C5H5)2Ti(µ-CH2)(µ-Cl)Al(CH3)2, suffisamment polyvalent pour traiter les esters :
RCOOR′ + Cp2Ti(CH2)(Cl)AlMe2 ⟶ RC(=CH2)OR′ + Cp2Ti(O)(Cl)AlMe2.
D'autres réactifs impliquant du titane, comme ceux de la méthylénation de Lombardo (en) (zinc, dibromométhane CH2Br2 et tétrachlorure de titane TiCl4 dans le tétrahydrofurane (THF)), permettent des réactions semblables, :

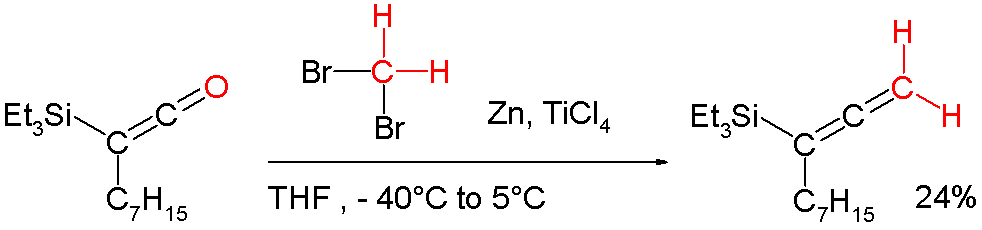
Conversion d'un cétène en allène par méthylénation de Lombardo (en).

Le réactif de Nysted C4H8O(BrZnCH2)2Zr fait également intervenir le TiCl4, avec le diéthyléthérate de trifluorure de bore BF3·OEt2, qui peut également être utilisé avec le dichlorure de titanocène (η5-C5H5)2TiCl2.
On a également utilisé des carbanions dérivés de méthylsulfones de manière semblable à la réaction de Wittig.

Exemples de réactifs de méthylénation
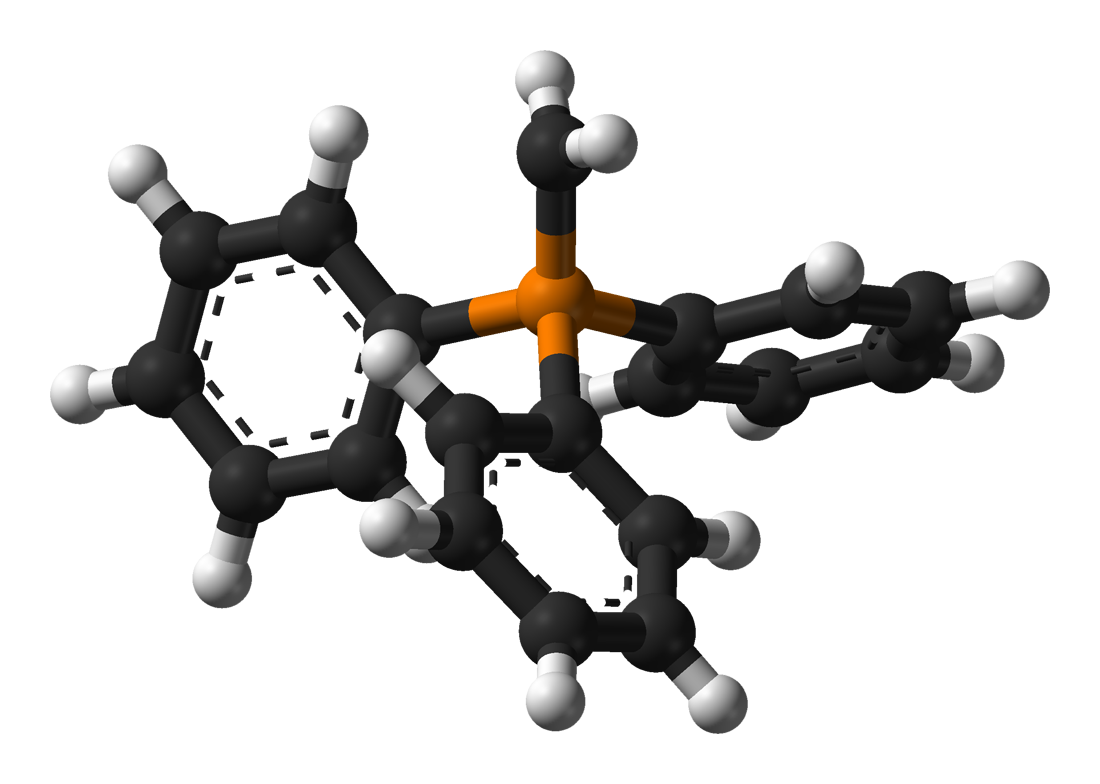
(C6H5)3P=CH2
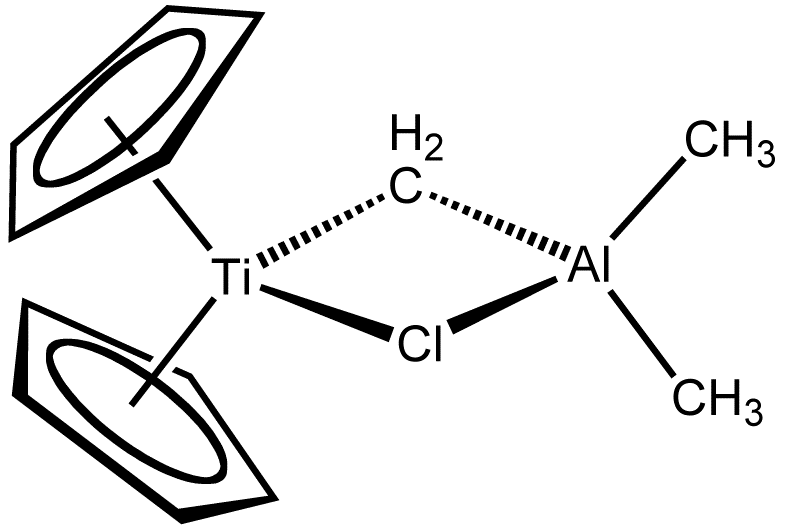
Réactif de Tebbe.
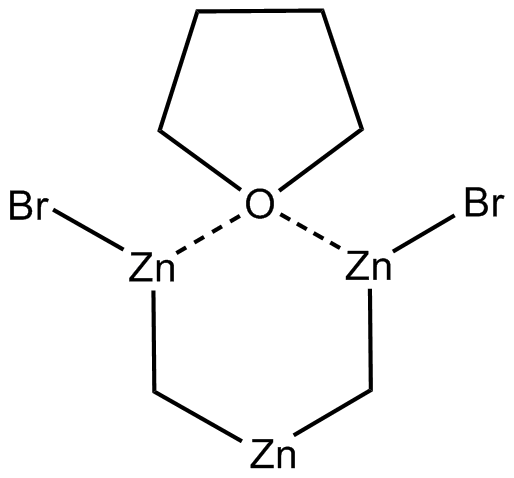
Réactif de Nysted.
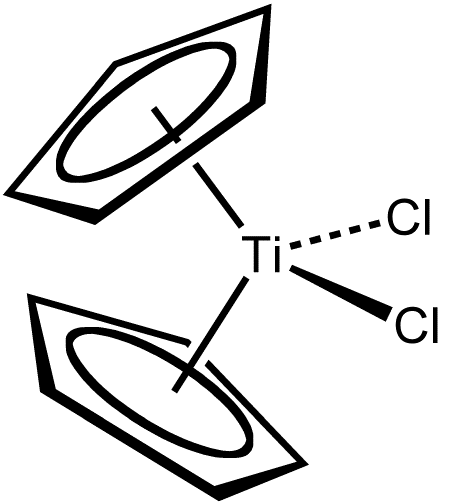
(η5-C5H5)2TiCl2.